# Harakiri for the Sky
Harakiri for the Sky (с англ. — «Харакири для неба») — австрийская пост-блэк-метал-группа, образованная в Вене в 2011 году вокалистом J.J. (Михаэль В. Вантраум) и мультиинструменталистом Маттиасом Соллаком, ранее входившим в блэк-метал-группу Bifröst. Они выпустили пять студийных альбомов — Harakiri for the Sky (2012), Aokigahara (2014), III: Trauma (2016), Arson (2018) и Mære (2021) — на немецком лейбле AOP Records.
Группа гастролировала вместе с коллективами Der Weg einer Freiheit и the Great Old Ones в марте 2016 года, а позже в том же году отыграла на фестивале Summer Breeze Open Air. На живых выступлениях к J.J. и Соллаку присоединяются басист Томас Дорниг, барабанщик Миша Брюммер и гитарист Маррок. В 2017 году они были номинированы на премию «Amadeus Austrian Music Awards» в категории Hard & Heavy. Пятый альбом, Mære, дебютировал на четвёртой позиции в GfK Entertainment Charts.

## Стиль
Несмотря на наличие черт, присущих блэк-металу в целом, таких, как использование скриминга, характерных гитарных риффов и дисторшна, группа во многом отходит от концепции «классического» блэка и приближается к пост-металу: звучание в целом менее «агрессивное» и более мелодичное, структура композиций сложнее и разнообразнее, а сами композиции медленнее по темпу; во многих песнях используются нестандартные для блэка инструменты — пианино и смычковые. Это черты, присущие пост-блэку — достаточно молодой разновидности блэк-метала, характеризующейся отклонением от стандартов жанра в сторону общего разнообразия звучания и в последние годы набирающей популярность.
В плане общей атмосферы и меланхоличного характера лирики группа имеет много общих черт с депрессивным блэк-металом. Во многом тексты песен основываются на личных переживаниях участников, и, по словам J.J., во многом являются «автобиографическими»; в нескольких интервью он признаётся, что творчество для него является своеобразной «терапией» и способом справиться с собственными депрессивными мыслями.

## Участники

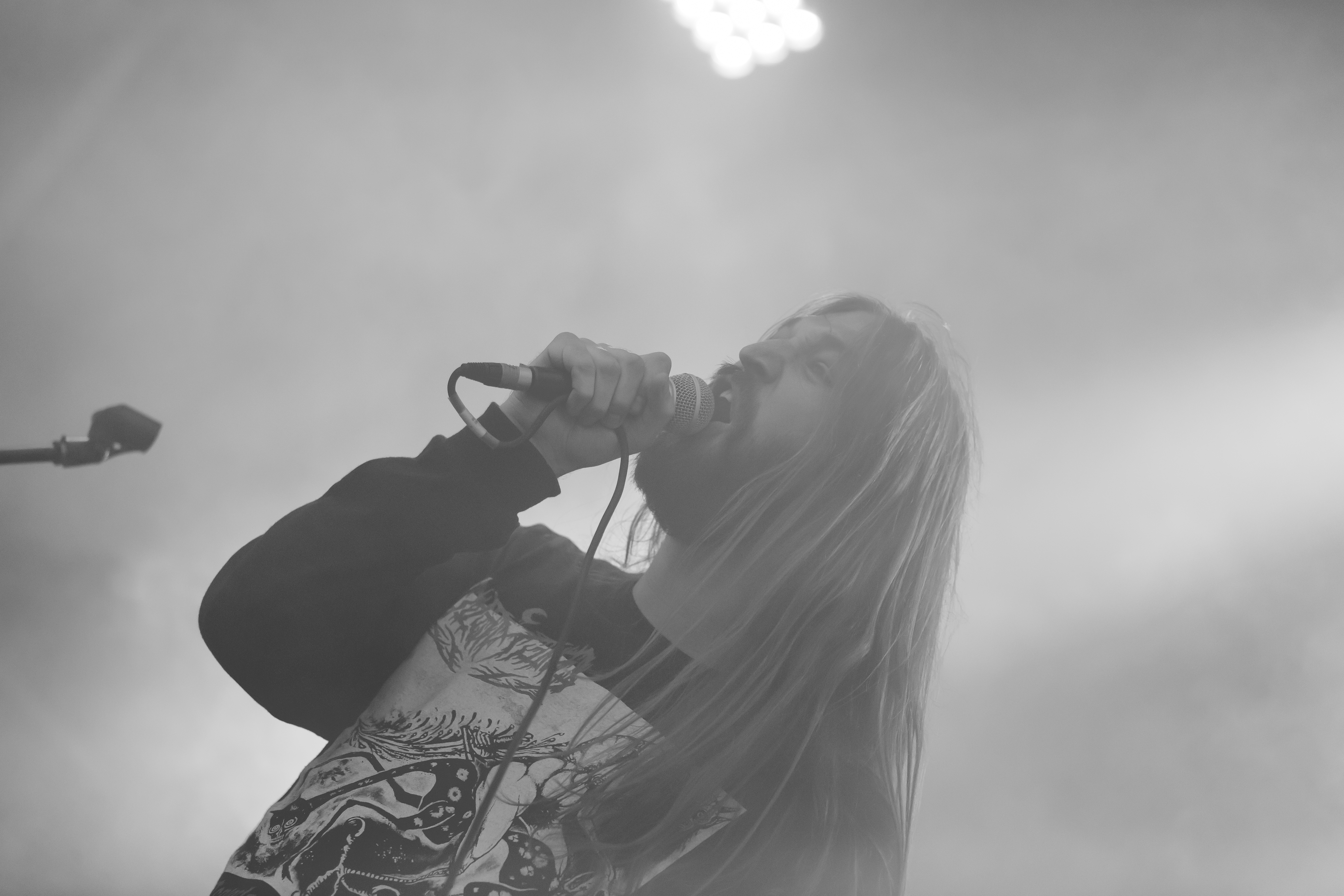
JJ на Summer Breeze Open Air 2016

- Маттиас «M.S.» Соллак — все инструменты
- Михаэль «J.J.» В. Вантраум — вокал

### Концертные участники
Текущие
- Маррок — ритм-гитара, бэк-вокал (2012-н. в.)
- Миша Брюммер — ударные (2013-н. в.)
- Пол Фэрбер — ударные (2018-н. в.)

Бывшие
- Томас Дорниг — бас-гитара (2012—2020)
- М. «Morbus J» Крон — ударные (2012—2013)
- Томас «T. Martyr» Ляйтнер — ударные (2014)
- Влад Пурице — бас-гитара (2017—2018)
- Даниэль Фелльнер — бас-гитара (2017)
- Кристоф Грабнер — ударные (2017—2018)
- Торстен «Torsten» Хирш — вокал (2018)

## Дискография

### Студийные альбомы
- Harakiri for the Sky (2012)
- Aokigahara (2014)
- III: Trauma (2016)
- Arson (2018)
- Mære (2021)
- Aokigahara MMXXII (2022)
- Harakiri for the Sky MMXXII (2022)
- Scorched Earth (2025)

### Синглы
- «Calling the Rain» (2016)
- «Tomb Omnia» (2017)
- «You Are the Scars» (2017)
- «Heroin Waltz» (2018)
- «I, Pallbearer» (2020)
- «Sing for the Damage We’ve Done» (2020)
- «And Oceans Between Us» (2020)
- «I’m All About the Dusk» (2021)
- «Song to Say Goodbye» (2021)
- «Mad World (Tears for Fears cover)» (2022)
- «02:19 AM, Psychosis» (2022)

### Музыкальные видео
- «My Bones to the Sea» (2014)
- «The Traces We Leave» (2016)
- «Heroin Waltz» (2018)
- «I, Pallbearer» (2020)
- «Sing for the Damage We’ve Done» (2020)
- «I’m All About the Dusk» (2020)
- «Mad World (Tears for Fears Cover)» (2022)

### Бокс-сеты
- Wooden Tape Box (2015)